# 삼장법사의 모험
삼장법사의 모험(情癲大聖: A Chinese Tall Story)은 홍콩에서 제작된 유진위 감독의 2005년 영화이다. 사정봉 등이 주연으로 출연하였고 앨버트 리 등이 제작에 참여하였다.

## 출연

### 주연
- 사정봉
- 채탁연

### 조연
- 관지빈
- 판빙빙
- 진백림
- 장치항

## 제작진
- 무술감독: 원규